# Glossaire des Poaceae

Ce glossaire des Poaceae présente un répertoire de termes qui ont une signification particulière dans le domaine de l'étude des plantes de la famille des Poaceae (ou graminées), ainsi que leurs définitions.
- Haut – A
- B
- C
- D
- E
- F
- G
- H
- I
- J
- K
- L
- M
- N
- O
- P
- Q
- R
- S
- T
- U
- V
- W
- X
- Y
- Z

## A
- abscission : processus physiologique qui permet la séparation d'un organe, par exemple de fleurons ou d'épillets dans une inflorescence.
- albumen : tissu de réserves nutritives de la graine.
- aleurone : couche à aleurone, couches de cellules, riches en protéines, les plus externes de l'albumen[1].
- amphipodial :  se dit des rhizomes de bambous présentant des caractéristiques relevant à la fois des bambous de type sympodial et monopodial. Terme considéré comme ambigu par certains auteurs[2].
- amylacé : riche en amidon[3]. cas par exemple de l'albumen des caryopses.
- anthèse : floraison, période pendant laquelle l'enveloppe florale s'ouvre sous la pression des lodicules, exposant les anthères et les stigmates[4].
- annuelle : plante achevant son cycle de vie en une année.
- arête : poil ou barbe prolongeant une pièce de l'épillet.
- arista : voir « arête ».
- aristé : qui porte une arête (antonyme : mutique).
- aristulé : diminutif d'aristé.
- auricule : prolongement plus ou moins allongé du sommet de la gaine foliaire, voir « oreillette ».
- auriculé : muni d’une oreillette.

## B
- baguette : fragment du rachillet (élément de l'épillet), portant le fleuron sus-jacent et restant solidaire du fleuron après désarticulation à maturité.
- balle : enveloppe du caryopse des graminées  formé par les glumes et les glumelles
- bambou : plantes à tiges ligneuses de la sous-famille des Bambusoideae.

## C
- callus :  base dure à la base d'un fleuron (cf. Aristida et Austrostipa), d'un épillet (cf. Heteropogon, Andropogon et genres apparentés), ou d'un segment d'inflorescence, juste au-dessus du point de désarticulation[5]. Dans le premier cas, le callus est une portion du rachillet ; dans le second, c'est une partie du rachis. Chez Eriochloa, le callus est le nœud épaissi et les vestiges de la première glume ; chez Chrysopogon, il fait partie du pédicelle[6].
- canne :  nom parfois donné aux chaumes plus ou moins lignifiés des bambous, roseaux (canne de Provence) et cannes à sucre ; voir « chaume ».
- caryopse :  fruit sec spécialisé, indéhiscent, caractéristique des graminées, dans lequel la graine (unique) et le péricarpe (paroi ovarienne) sont soudés.
- carène : saillie linéaire observée sur certaines pièces florales (glumes, glumelles...)
- caréné : organe pourvu d'une carène.
- cataphylle : chez les bambous, écailles du rhizome et de l'extrême base du chaume.
- cespiteux :  se dit d’une plante qui croît en formant des touffes.
- chasmogame : qualifie une fleur pollinisée lors de l'anthèse (fleur complètement ouverte et fonctionnelle).
- chaume :   tige caractéristique des plantes de la famille des Poaceae, formée d'une succession de nœuds et d'entrenœuds.
- ciliolé : muni de cils de petite taille.
- cléistogame : qualifie une fleur auto-pollinisée, qui ne s'ouvre jamais complètement, ou qui s'auto-pollinise avant l'éclosion ; voir « chasmogame ».
- cléistogène : qui produit des fleurs cléistogames[7].
- col : voir « collet ».
- coléoptile : organe transitoire enveloppant et protégeant la nouvelle pousse lors de la germination.
- coléorhize : gaine entourant et protégeant la radicule lors de la germination des graminées.
- collet :  zone claire ou pourprée située à la jonction de la gaine et du limbe foliaire.
- colonne :  partie inférieure torsadée d'une arête géniculée ; chez les Aristideae, pièce située sous le point d'insertion de l'arête.
- composé :  qualifie les inflorescences constituées d'un certain nombre d'inflorescences élémentaires (par exemple chez les Andropogoneae).
- culmaire :  relatif au chaume des graminées ; qualifie notamment des feuilles naissant sur le chaume[8].
- cyanogénétique (ou cyanogène) : substance susceptible de libérer de l'acide cyanhydrique dans certaines conditions.

## D
- décombant : aux tiges poussant d'abord horizontalement sur le sol, et se redressant ensuite.
- désarticulation : séparation par abscission des éléments de l'inflorescence destiné à la dissémination, peut concerner les fleurons, les épillets, une partie de l'inflorescence ou l'inflorescence tout entière.
- déterminée : croissance d'un axe se terminant par un élément reproducteur (épillet, fleuron).
- diaspore : élément de dissémination. Comprend souvent le caryopse, entouré de la lemme et de la paléole et d'un fragment du rachillet (baguette).
- diffus : chez les bambous, chaumes issus séparément de rhizomes longs et minces.
- digité : disposition d'éléments (en particulier d'une inflorescence) rayonnant d'un même point comme les doigts de la main. Exemple : inflorescence  en grappes digitées du genre Digitaria.
- disséminule : élément de dissémination, ou diaspore.
- distique : disposition alterne dans un même plan le long de deux lignes parallèles de certains organes (feuilles, épillets)[3].
- drapeau (feuille) : dernière feuille non réduite située sous l'inflorescence.

## E
- égrenage :  dispersion spontanée des graines arrivées à maturité ; chez les céréales cultivées, ce caractère a été éliminé par la domestication.
- endosperme : voir « albumen ».
- entrenœud : partie du chaume comprise entre deux nœuds successifs.
- épi : inflorescence composée constitué d'un ensemble d'épillets sessiles groupés sur un axe ou rachis.
- épiaison : stade phénologique des graminées qui correspond à l'apparition de l'épi hors de la gaine de la dernière feuille.
- épillet : unité de base de l'inflorescence des graminées, habituellement composée de deux glumes et d’un ou plusieurs fleurons portés par un rachillet.
- étendard (feuille) : voir « drapeau (feuille) ».
- extension du rachillet : prolongement du rachillet au-delà du fleuron supérieur (ou du fleuron unique).
- extravaginal : qualifie une ramification dans laquelle la jeune pousse émerge à la base de la gaine foliaire.

## F
- fertile : qualifie un fleuron produisant un caryopse (fleuron femelle ou hermaphrodite) ; se dit aussi d'un épillet composé d'un ou plusieurs fleurons fertiles.
- fleur : la fleur simplifiée des graminées comprend les organes sexuels (étamines et pistil) et les lodicules (vestiges du périanthe).
- fleuron : ensemble constitué par la fleur simplifiée typique des graminées, entourée de ses deux glumelles (lemme et paléole) enveloppant les organes reproducteurs.

## G
- gaine culmaire : voir « gaine de chaume ».
- gaine de chaume : chez les bambous, feuille modifiée, souvent non-photosynthétique, avec une gaine développée et un limbe très réduit, généralement caduc à la maturité du chaume[9].
- gazonnant : formant des touffes étalées, non-cespiteuses, par des stolons ou des rhizomes[10].
- géniculé : se dit d’un organe (tige, arête) brusquement coudé, plié comme un genou[3].
- gaine foliaire :  partie basale de la feuille de graminée qui enveloppe normalement un entrenœud  du chaume.
- genouillé : voir « géniculé »
- glume : une des deux bractées ou écailles vides à la base d'un épillet de graminée ;  pièce axillant l'épillet chez les graminées.
- glumelle : bractée axillant les fleurs chez les graminées.
- glumellule : petite pièce à valeur périanthaire de la fleur des graminées ; voir « lodicule ».
- grain : voir « caryopse ».
- grappe :  voir « racème ».
- grégaire (floraison) : chez les bambous, floraison simultanée de tous les individus d'une même lignée.
- guttation : émission d'eau liquide à l'extrémité des feuilles au niveau des hydathodes (ou chez les bambous, sur les languettes d’extrémité des gaines caulinaires des turions en formation).

## H
- halophyte :  plante adaptée aux lieux saumâtres et salés
- hélophyte : type  biologique  correspondant  à  des  plantes  aquatiques  dont  les  feuilles  dépassent  de  l'eau  mais  les bourgeons dormants sont sous l'eau
- herbacé : se dit d'une plante constituée de tissus mous, non lignifiés dont les organes aériens meurent après la fructification.
- hétérogame (épillets) :  épillets appariés de la plupart des Andropogoneae, chez lesquels un épillet de la paire est sessile et produit un caryopse, tandis que l'autre est pédicellé, de forme différente et soit stérile, soit staminé.
- hile : cicatrice visible sur le caryopse du côté opposé à l'embryon, marquant le site de fixation du péricarpe et de la testa ; zone de l'ovule d'où part le funicule
- homogame (épillets) : Chez les Andropogoneae, épillets appariés, parfois présents à la base du racème, d'apparence semblable et ne produisant pas de caryopses, ressemblant souvent aux épillets pédicellés ou assurant une fonction d'involucre protecteur.

## I
- indéterminée : croissance d'un axe qui se termine par un bourgeon terminal (susceptible de croissance ultérieure).
- innovation : tige stérile, pousse stérile, bourgeon développé en rameaux courts à la base des chaumes et n’évoluant que l’année suivante
- intravaginal : ramification dans laquelle la jeune pousse croît à l'intérieur de la gaine foliaire, émergeant à la gueule de la gaine
- iterauctant : chez les bambous, qualifie une inflorescence formée de pseudo-épillets dont les glumes sous-tendent des bourgeons axillaires capable de produire une ramification  des épillets.

## K
- Kranz : anatomie de type kranz, anatomie particulière des feuilles des plantes à photosynthèse en C4[11].

## L
- lemma : voir « lemme ».
- lemme :  glumelle inférieure du fleuron des graminées (avec la paléole, ces deux glumelles enveloppement le fleuron et à maturité le caryopse, auquel elles peuvent être adhérentes).
- leptomorphe (bambous) :  rhizome monopodial, allongé mais plus mince que les chaumes.
- ligule : membrane ou ligne de poils sur la face intérieure (adaxiale) à la jonction de la gaine et du limbe foliaire; les bambous ont parfois une ligule externe sur la face abaxiale de la jonction
- limbe foliaire : partie distale élargie d'une feuille de graminée
- lodicule : petite structure charnue ou en en forme d’écaille située à la base des étamines dans un fleuron de graminées ;généralement au nombre de deux dans chaque fleuron (souvent 3 ou plus chez les bambous) ; ils se gonflent lors de l’anthèse, provoquant l'ouverture du fleuron

## M
- mérithalle : synonyme d'entrenœud.
- mérithallien : relatif au mérithalle.
- mésocotyle : premier entrenoeud des plantules de graminées
- monoïque : dont les structures de reproduction mâles et femelles se trouvent dans des fleurs séparées mais sur la même plante (par exemple le maïs).
- monocarpique : plante ne fructifiant qu'une seule fois (cas de certains bambous).
- monocotylédone : plante qui ne possède dans la graine d'un seul cotylédon (feuille primordiale).
- monopodial : dont la croissance est assurée d'année en année par le bourgeon terminal ; voir « leptomorphe ».
- mutique : dépourvu d'arête (glume ou glumelle) (antonyme : aristé) ou de mucron[10].

## N
- nervation : disposition des nervure sur une feuille, une glume ou une glumelle.
- nervure : structure conductrice de sève dans les organes foliaires (limbe et gaine foliaire, bractée, glume ou glumelle).
- nœud : zone  plus  ou  renflée  de  la  tige  où  naît  une feuille,  zone  de  prolifération  localisée  du  xylème.
- nodal : relatif à un nœud.

## O
- oreillettes : excroissances ou appendices, semblables à un lobe d’oreille, disposées de façon symétrique à la jonction de la gaine et du limbe foliaire.
- ortet : individu issu d'une graine, c'est-à-dire descendant de deux parents par voie sexuée, et qui ensuite, par clonage, donne de nouveaux individus génétiquement identiques, les talles.

## P
- pachymorphe : chez les bambous, rhizome sympodial, plus épais que les chaumes.
- paire d’épillets : agencement de deux épillets, l'un sessile et l'autre pédicellé, issus d'un même nœud, caractéristique des Andropogoneae.
- palea : voir « paléole ».
- paléole : glumelle supérieure, insérée sur le pédicelle et faisant face à la lemme, habituellement bicarénée.
- panicule : chez les graminées, inflorescence dans laquelle l’axe primaire porte des ramifications secondaires avec des épillets pédicellés
- papyracé : ayant la consistance du papier.
- pédicelle : dans une inflorescence de graminée, petit pédoncule ultime portant à son extrémité un épillet isolé
- pédoncule : tige portant une inflorescence ou un groupe d’épillets
- pérenne : voir « vivace ».
- phytomère : unité fonctionnelle constitutive d'une graminée, constituée d'un nœud à partir duquel se développe une feuille, d'un entrenœud et d'un bourgeon axillaire situé à la base de la feuille.
- plateau de tallage : dès que la première feuille a percé l'extrémité du coléoptile, celui-ci s'arrête de croître. Il se dessèche peu à peu. Cette première feuille fonctionnelle s'allonge. Une deuxième apparaît, une troisième puis une quatrième. Chacune d'elles est imbriquée dans la précédente. Elles partent toutes d'une zone proche de la surface du sol, constituée par l'empilement des entre-nœuds : le plateau de tallage. Ce plateau est constitué de 4 à 5 nœuds. Sa hauteur est inférieure à 3 ou 4 mm. Il est relié au grain par une petite tigelle ou rhizome, constitué de 2 entrenœuds.
- pluricespiteux : chez les bambous, mode de croissance dans lequel les chaumes naissent en groupes à partie d'un rhizome long et mince.
- préfeuille :
- préfoliaison : disposition de la dernière feuille à l'intérieur de la feuille précédente ; on distingue la préfoliaison pliée et la préfoliaison enroulée.
- prophylle : feuille modifiée bicarénée, hyaline, située à l'intérieur d'une gaine foliaire en position adaxiale ; chez les bambous, première gaine des jeunes branches, généralement bifide, elle ne porte ni appendice, ni oreillette, ni ligule.
- pruine : fine pellicule cireuse imperméable, protectrice, souvent blanche, recouvrant l'épiderme des jeunes chaumes.
- pseudo-pétiole : chez certaines espèces, notamment parmi les Bambusoideae et Panicoideae, partie inférieure rétrécie du limbe foliaire qui ressemble à un pétiole.
- pseudo-épillet : chez les bambous, épillet dans lequel les glumes ou les bractées externes sous-tendent des bourgeons axillaires qui peuvent se développer pour former des épillets latéraux ou des ramifications.
- pulvinus

## R
- racème : chez les graminées, axe non ramifié portant des épillets pédicellés ; les racèmes peuvent être solitaires, digités ou épars.
- rachéole : voir « rachillet ».
- rachilla : voir « rachillet » .
- rachillet (ou rachéole) : axe central d’un épillet qui porte les fleurons.
- rachis  : axe de l'inflorescence portant les épillets (concerne les épis, les racèmes et les panicules spiciformes).
- radicule : première racine qui émerge de la graine lors de la germination[12].
- ramet : clone naturel ou artificiel d'un ortet initial, appelé talle.
- rhizomateux : qui possède un rhizome.
- rhizome : tige souterraine portant des racines adventives.
- roseaux : plantes ligneuses de la sous-famille des Arundinoiseae

## S
- scabre : rude au toucher.
- scarieux :  qualifie un organe (glume ou glumelle par exemple) sec et membraneux, souvent mince au point d'être translucide.
- scutellum : excroissance latérale de l'embryon des graines de graminées, assimilée à un cotylédon modifié[13].
- semelauctant  : chez les bambous, inflorescence dont les glumes ne sous-tendent pas de bourgeons viable.
- semence : voir « diaspore »
- sillon internodal : chez les bambous, dépression en forme de canal sur la longueur d'un entrenœeud.
- sinus : espace situé entre deux lobes ou dents (en particulier sur les glumes et glumelles).
- soies orales (oral setae) : soies marginales insérée à la jonction de la gaine et du limbe foliaire, sur les oreillettes quand elles sont présentes.
- spathé : muni de spathes.
- spathe : bractée ou feuille modifiée sans limbe, qui sous-tend l'inflorescence ou une partie de celle-ci.
- spathe secondaire : spathe soutenant un deuxième niveau de ramification dans la panicule composée chez certaines Andropogoneae.
- spathelle : voir « glume ».
- spathéole : bractée enveloppant un élément d'inflorescences dans une inflorescence composée (chez certaines Andropogoneae, par exemple chez Cymbopogon, Hyparrhenia).
- spiciforme : en forme d'épi ; se dit des panicules compactes qui ressemblent à des épis.
- spinuleux : qui porte de petites épines (par exemple le bord des feuilles de certains bambous).
- sporadique : chez les bambous, qualifie la floraison qui n'est pas grégaire (floraison qui ne concerne que certains individus dans une population).
- stérile : qualifie un fleuron ne produisant pas de caryopse, c'est-à-dire dépourvu d'ovaire (s'applique aux fleurons stériles ou mâles, même si ces derniers sont pourvus d'étamines).
- stolon : tige aérienne rampante à entre-nœuds  allongés et feuilles réduites, radicante.
- stolonifère : qui émet des stolons.
- sulcus : chez les bambous, voir « sillon internodal ».
- sympodial : à croissance limitée, voir « pachymorphe ».
- synflorescence : groupe d'inflorescences sous-tendues chacune par une spathe ou spathéole.
- subule : partie terminale droite de certaines arêtes.

## T
- tallage : processus de formation de nouvelles talles.
- talle : chaume secondaire issu d'un bourgeon axillaire.
- térète : qualifie un organe (tige, nervure, etc.) ne présentant pas d'angles marqués[8].
- touradon :
- traçant : qualifie les plantes, notamment les bambous, dont les rhizomes allongés ont une croissance horizontale importante[9].
- triade : groupe de trois épillets portés ensemble.
- turion : chez les bambous, jeune pousse sans feuilles, protégée par les gaines de chaume, souvent comestible[9].
- tussock (anglais) :  touffes d'herbes poussant en prairies humides dans les régions tempérées.

## U
- unicespiteux : chez les bambous, chaumes nés d'une seule touffe de rhizomes pachymorphes.

## V
- vaginal : relatif à la gaine (ex. : cicatrice vaginale : trace laissée par la gaine au lieu de son insertion).
- vêtu : se dit du grain de certaines céréales aux glumelles adhérentes, et qui nécessite un décorticage ultérieur (par exemple le riz).
- vivace (ou pérenne) : qualifie une plante qui vit plusieurs années et qui a développé des structures particulières en relation avec ce mode de vie.
- vivipare : qualifie les espèces chez lesquelles les fleurs sont transformées en bulbilles qui donnent naissance à de nouvelles plantes par voie végétative (exemple : Poa alpina, Poa bulbosa, Deschampsia litoralis).

## X
- xérophile : plante qui préfère  les endroits chauds et secs.
- xérophyte : plante adaptée à la vie dans des conditions sèches